# What About Me? (album Kenny Rogers)
What About Me? è un album del cantautore statunitense Kenny Rogers, pubblicato dall'etichetta discografica RCA nel 1984.
L'album, disponibile su long playing, musicassetta e compact disc, è prodotto dallo stesso artista e David Foster.
Dal disco vengono tratti come singoli il brano omonimo, interpretato da Rogers con Kim Carnes e James Ingram, e Crazy.

## Tracce

### Lato A
1. What About Me? (con Kim Carnes e James Ingram)
2. The Night Goes On
3. Dream Dancin'
4. Two Hearts One Love
5. I Don't Want to Know Why (con Cindy Fee)

### Lato B
1. Didn't We?
2. Somebody Took My Love
3. Crazy
4. The Stranger
5. Heart to Heart